# Luciano Tosone
Luciano Tosone (Vasto, 23 giugno 1921 – Ortona, 23 febbraio 2004) è stato un ingegnere e pittore italiano.

## Biografia
Luciano Tosone nasce a Vasto nel 1921; fin dall'infanzia vive a Napoli, dove compie gli studi nel ginnasio-liceo.
Nel secondo dopoguerra consegue la laurea in ingegneria.
Nel 1950 si trasferisce a Milano dove insegna nella privata Università Liberi.
Rientrato nella città natale, lavora principalmente come architetto, vincendo numerosi concorsi comunali, regionali e nazionali. 
Sviluppa un profondo interesse verso il disegno e i colori, volendo rappresentare i progetti nella maniera più efficace. 
Nel 1964 vince una delle cattedre di Costruzioni e disegno per geometri di Roma.
Tornato definitivamente a Vasto, persegue la ricerca di uno stile "vastese" ispirato dai caratteri peculiari locali. 
Tra i progetti e le opere realizzate si ricordano, con le ville familiari, le case popolari (1963), il Museo civico di Vasto (1967), l'Istituto tecnico.
Nell'ultimo periodo prevale sull'attività professionale l'interesse per la pittura, che gli consente di rappresentare Vasto e i suoi panorami con mezzi diversi da quelli della progettazione.
Nel 2003 è allestita nel Palazzo dell'emiciclo dell'Aquila una mostra delle sue opere pittoriche per iniziativa del Consiglio regionale d'Abruzzo.
Di rilievo il carteggio intrattenuto dal professionista con Bruno Zevi tra il 1990 e il 1999.
Scrive di lui il critico d'arte Paolo Levi:
"Luciano Tosone coniuga, in modo mirato, segno preparatorio e colore. In ogni sua composizione si ha sempre la sensazione del movimento. Egli è pittore antimetafisico per eccellenza, è magnificamente maestro delle presenze e delle rivisitazioni. Quelle dei sogni.
Per il nostro maestro di Vasto, la ritmicità è il motivo dominante di ogni sua composizione. La ritroviamo suadente in "Evviva Pulcinella" dipinto del 1966, omaggio all'infanzia, dove i bambini della borghesia e quelli delle classi meno abbienti godono insieme la presenza della maschera napoletana. Virtuoso padrone della tavolozza, Luciano Tosone riesce ad essere spettacolare e ritmico anche in forme che dovrebbero essere statiche. È questo il caso dell'opera dalle grandi dimensioni "Veneziani a Termoli dopo la tempesta" del 1985: le barche attraccate alla banchina, leggermente ricurve, le nubi in cielo, porgono uno scenario agitato, instabile.
Luciano Tosone è maestro nel dare rilievo a forme "forti", essenzialmente fisiche, svolte con lirico pensiero. Ci si trova di fronte a una ricerca pittorica in cui sono fusi insieme, soprattutto, due momenti complementari: osservazione e fantasia. Egli è artista magnificamente coerente nel condurre a compimento i suoi sogni figurali ma, nel contempo, è uno straordinario eclettico. C'è, nella sua pagina pittorica, un curioso accordo fra mistero della vita e apparenza sensibile. Nulla in lui è conchiuso nella malinconia mediterranea, ma tutto, al contrario, è ravvivato da un sentimento sereno che sfiora la commedia umana, quella nostra, quotidiana."

## Opere pittoriche
Opere principali
- 1966 "Evviva Pulcinella"  olio su tela, 60x70;
- 1985 "Venezia"  olio su tela, 70x100;
- 1986 "Il porto di Punta Penna"  olio su tela, 100x120;
- 1986 "Tra il giorno e la notte, la chiesetta di San Nicola"  olio su tela, 120x100;
- 1987 "La via Santa Maria con l'omonima chiesa"  olio su tela, 60x70;
- 1992 "Chiesetta a Lipari"  pastelli su carta, 50x70;
- 1993 "Marina piccola a Lipari"  matite colorate su carta, 100x70;
- 1993 "La gradiva di Freud secondo Tosone"  olio su tela, 35x50;
- 1993 "La loggia Amblingh, il mare e sguardi dall'alto sulla gente e sul tempo che passano"  olio su tela, 120x100;
- 1993 "La discesa per la spiaggia"  olio su tela, 120x100;
- 1994 "Con le luci del faro e delle stelle, la pesca lungo la costa"  olio su tela, 100x70;
- 1994 "Il campanile di Petacciato"  tempera su carta, 100x70;
- 1995 "Il ciclo esistenziale"  olio su tela, 100x70;
- 1995 "Dalla banchina il marinaio interroga la notte sul tempo del domani"  olio su tela, 100x100;
- 1995 "Insieme le campane di Santa Maria, la loggia Amblingh, il muro delle lame, il Palazzo D'Avalos, il mare"  olio su tela, 120x100;
- 1995 "Veneziani a Termoli, dopo la tempesta in attesa di riprendere il mare"  olio su tela, 120x100;
- 1995 "Vasto, veduta con le spalle al sole di mezzogiorno"  olio su tela, 100x70;
- 1995 "La rivoltura"  olio su tela, 50x70;
- 1995 "Mattinata napoletana"  olio su tela, 50x70;
- 1996 "Il castello di Ischia"  olio su tela, 120x100;
- 1996 "Buongiorno e buonasera"  matita su carta, 50x70;
- 1997 "Il vento"  olio su tela, 120x100;
- 1997 "Sulla banchina di una insenatura mediterranea"  olio su tela, 120x100;
- 1998 "Le carezze della luna"  olio su tela, 120x100;
- 1998 "Le campane di Santa Maria"  olio su tela, 120x100;
- 1998 "La salita"  olio su tela, 80x60;
- 2002 "Primo mattino"  olio su tela, 120x100;
- 2003 "Io per te"  penna su carta, 30x40;
- 2003 "C'era una volta"  penna su carta, 30x40;
- 2003 "Panni al sole"  penna su carta, 30x40;
- 2003 "Lettura"  penna su carta, 30x40;
- 2003 "Donne degli Abruzzi"  penna su carta, 40x30;
- 2003 "Uova fresche"  penna su carta, 50x35;
- 2003 "Il quotidiano"  penna su carta, 50x35;
- 2003 "Dalla campagna"  penna su carta, 50x35;

## Progetti
Progetti principali
- 1951-1982 - Progetto per abitazione a S. Michele Vasto (CH)
- 1954-1980 - Progetto per la scuola di avviamento professionale, poi scuole medie, a Celenza sul Trigno (CH)
- 1957-1973 - Progetto per la scuola di avviamento professionale, poi scuole Paolucci, a Vasto (CH)
- 1960 - Concorso regionale per il ginnasio a Vasto (CH)
- 1960-1964 - Progetto per le scuole medie in via Circonvallazione a Vasto (CH)
- 1960-1968 - Progetto per abitazioni in corso Mazzini a Vasto (CH)
- 1962-1963 - Progetto per le case popolari in via Ciccarone a Vasto (CH)
- 1962-1968 - Progetto per la scuola elementare in contrada S. Lucia a Vasto (CH)
- 1963-1971 -Progetto per l'Istituto tecnico per geometri a Vasto (CH)
- 1965-1971 - Progetto per la scuola media Rossetti in via Ciccarone a Vasto (CH)
- 1965-1974 - Progetto per abitazione a San Salvo (CH)
- 1967 - Progetto per un Museo civico nella Villa comunale a Vasto (CH)
- 1967-1968 - Progetto di restauro di negozio a Vasto (CH)
- 1968-1969 - Progetto per l'albergo in contrada Termini a Casalbordino stazione (CH)
- 1968-1971 - Progetto per l'Istituto Figlie della croce a Vasto (CH)
- 1968-1975 - Progetto per abitazione in contrada Canale a Vasto (CH)
- 1969 - Progetto per ristorante in contrada Conca d'Oro a Vasto (CH)
- 1971 - Progetto per abitazione e ambulatorio a Vasto Marina (CH)
- 1976 - Progetto per abitazioni in via S. Lucia a Vasto (CH)
- 1978-1979 - Progetto per abitazioni in viale Dalmazia a Vasto Marina (CH)
- 1981-1982 - Progetto per la sistemazione spazio adiacente alla cattedrale di San Giuseppe a Vasto (CH)
- 1982-1987 - Ristrutturazione bar Venezia in piazza Marconi a Vasto (CH)
- 1982-1987 - Progetto per abitazione in contrada S. Nicola a Vasto (CH)
- 1982-1987 - Progetto per l'albergo ad appartamenti in via Aragona a Vasto (CH)
- s.d. - Progetto per le residenze alberghiere a Serramonacesca (PE)
- s.d. - Progetto nuova cartoleria Universal a Vasto (CH)
- s.d. - Progetto per lavanderia a Vasto (CH)

## Archivio
Il fondo Luciano Tosone è consultabile a richiesta tramite la Soprintendenza archivistica per l'Abruzzo.